# اگار بلوطی
اگار بلوطی (Lasiocampa quercus) شاپرکی است در خانواده شاپرک‌های پشمالو که در اروپا و جزایر بریتانیا یافت می‌شود. لارو اگار بلوطی از سیاه‌کاج، توس (درخت)، بید مجنون و تمشک تغذیه می‌کند.

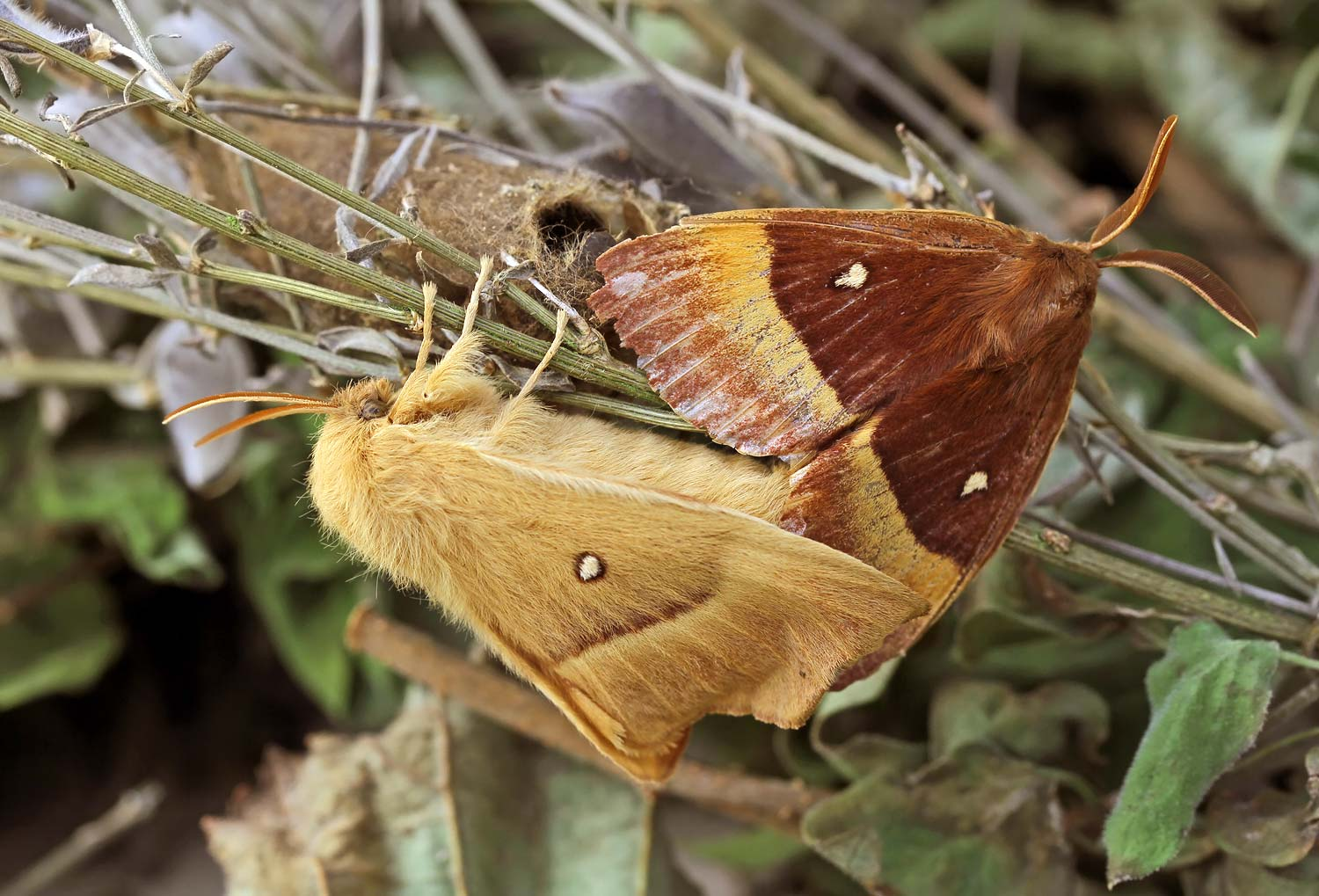
جفت‌گیری
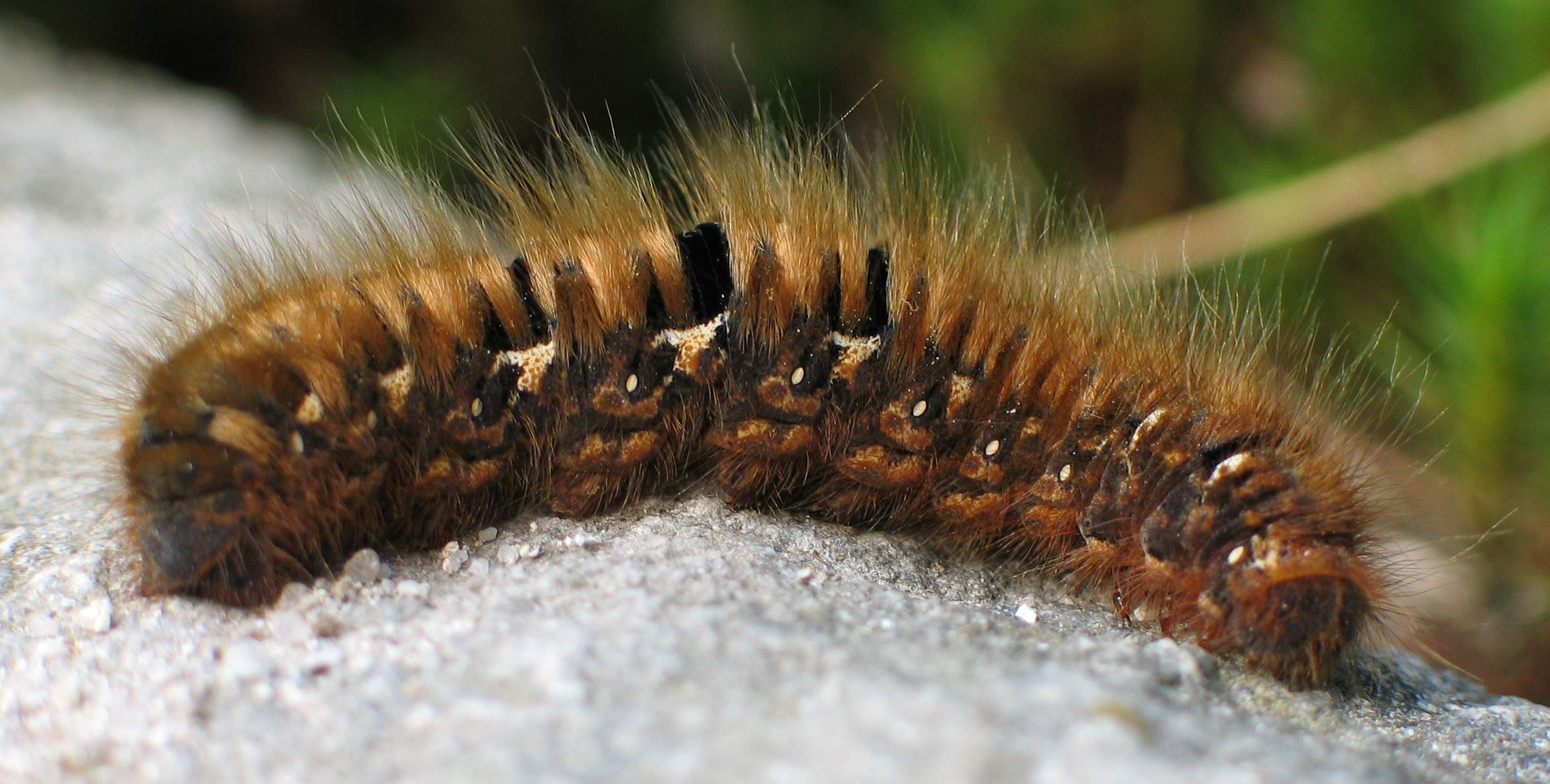
کرم ابریشم
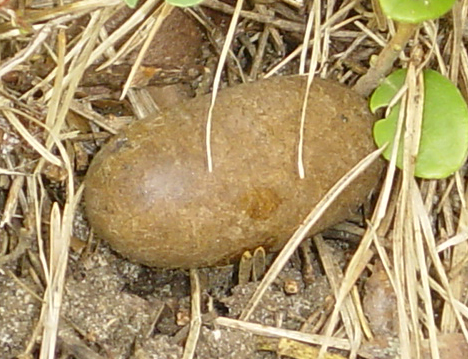
شفیره
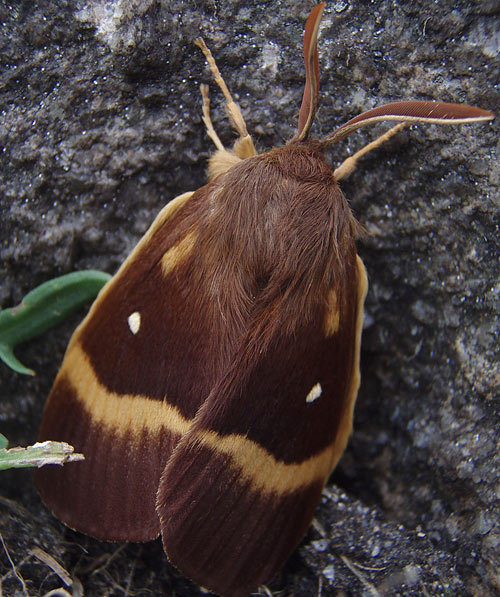
نر

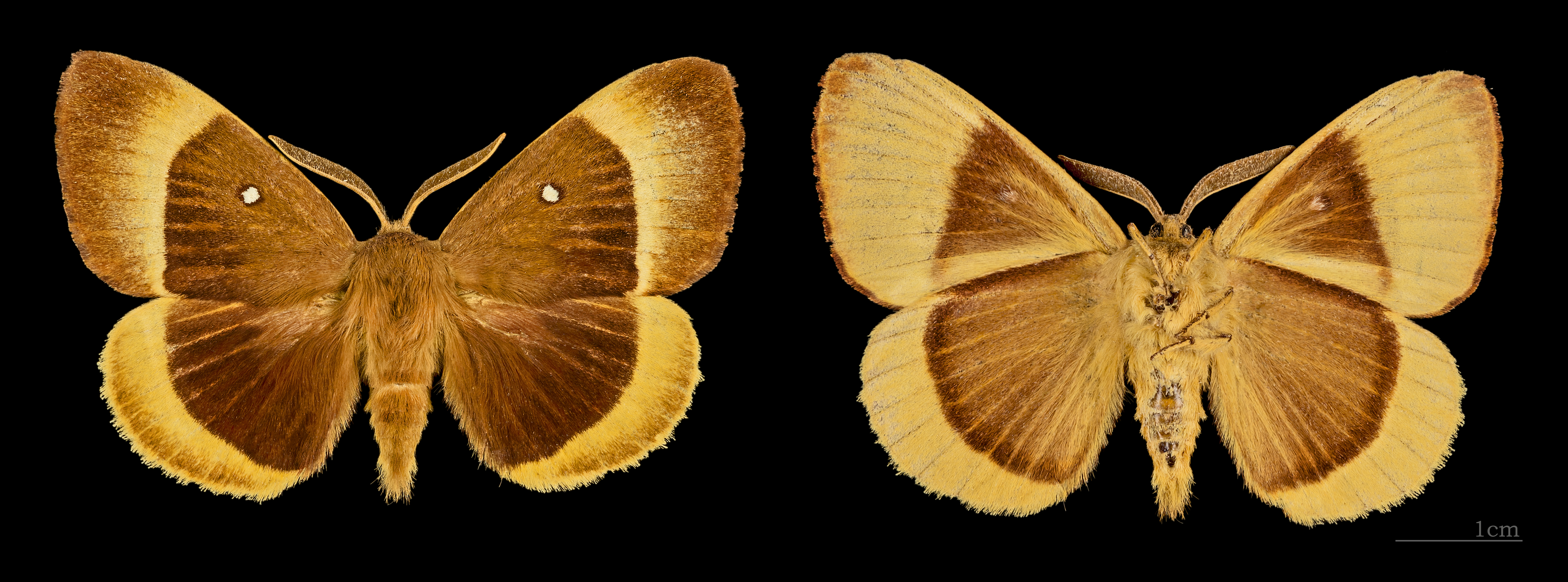
نر، روی و پشت
ماده، روی و پشت